# Mardoqueo Molina
Mardoqueo Molina Figueroa fue un político argentino, gobernador provisional de la provincia de Córdoba.

## Biografía
Nació en la ciudad de Córdoba, el 25 de marzo de 1844. Sus padres fueron Manuel Molina y Marquesa Figueroa Martínez Bethenecourt. Caso con Ignacia Correa Augier hija del gobernador de Catamarca Ramón R. Correa y de Neofita Augier Correa.
Se desempeñó como escribano de comercio en 1865 y 1866, defensor de pobres en 1867 y 1868, diputado provincial en 1869 y Juez de primera instancia en Río Cuarto.
En 1869 se diplomó de doctor en jurisprudencia en la universidad. Luego, durante la presidencia de Domingo Faustino Sarmiento, se desempeñó como juez federal en La Rioja.
El gobierno de esta última provincia le encargó el estudio del Código de Procedimientos, y lo nombró su representante en la gran Exposición Nacional de 1871. 
En 1892 regresó a Córdoba, donde se dedicó a la docencia universitaria en la cátedra de procedimientos. Fue vocal del Superior Tribunal de Justicia de Córdoba, siendo posteriormente su presidente hasta 1902.
Si bien adhería en un principio a la Unión Cívica y fue partícipe de la revolución del 90, pasó a ser partidario de su familiar Figueroa Alcorta. Durante la presidencia de este último ocupó el cargo de senador provincial por el departamento Río Seco (1906), siendo en 1909 elegido para la presidencia provisional del cuerpo.
Ese año, la provincia fue intervenida a raíz de la mala relación entre Figueroa Alcorta y el gobernador Ortiz y Herrera y la consiguiente renuncia de este último el 3 de septiembre, correspondiéndole al doctor Molina en su carácter de presidente provisional del Senado asumir la primera magistratura provincial ese mismo día, cargo que mantuvo hasta que el 17 de ese mes asumió el interventor Eliseo Cantón.
Gobernador de Córdoba desde el 3 de septiembre de 1909 al 17 de septiembre de 1909.
En 1910 fue elegido diputado nacional desde su banca apoyó el proyecto de ley electoral de Sáenz Peña. Al igual que su provinciano José Figueroa Alcorta, ocupó los tres poderes.
Falleció el 11 de febrero de 1913.